# Lamarca
Lamarca é um filme brasileiro de 1994, dirigido por Sérgio Rezende e baseado em livro de Emiliano José e Miranda Oldack, de título Lamarca, o capitão da guerrilha, uma biografia do militar e guerrilheiro Carlos Lamarca.
A trilha sonora é de David Tygel.

## Sinopse
A história começa em dezembro de 1970, quando o ex-capitão do exército brasileiro e grande atirador Carlos Lamarca e seu grupo político rebelde negociam com a Ditadura Militar a soltura de presos políticos em troca da vida do sequestrado embaixador da Suíça, mantido por eles em cativeiro. Trinta presos são soltos e a repressão aumenta a perseguição aos guerrilheiros, comandada por um general do Exército e o delegado civil Flores (referência ao delegado da vida real Fleury), que se apresenta como o matador de Marighella e outros "subversivos" e não hesita em torturar seus prisioneiros para obter informações.
Os dirigentes do grupo de Lamarca querem que ele saia do Brasil, mas ele não aceita. Lamarca vai então para a Bahia, acompanhado da amante e também militante Clara, para se encontrar com os aliados da guerrilha Zequinha e seus irmãos. Eles o escondem em um sítio no interior do estado. Enquanto espera para se encontrar com os demais guerrilheiros para organizarem um levante rural, Lamarca lembra de momentos do seu passado, da experiência marcante de quando serviu como soldado da ONU no Canal de Suez que o fez se revoltar contra os capitalistas, da sua mulher e filhos que enviara para Cuba e do campo de treinamento de guerrilheiros que criara no Vale do Ribeira em São Paulo.

## Elenco
- Paulo Betti .... Carlos Lamarca
- Carla Camurati .... Clara
- Deborah Evelyn .... Marina
- Roberto Bomtempo .... Fio
- José de Abreu .... major
- Nelson Dantas .... pai de Lamarca
- Eliezer de Almeida .... Zequinha
- Rogério Matos
- Jurandir de Oliveira .... professor Santa Cruz
- Ernani Moraes .... delegado Flores
- Carlos Zara .... militar
- Alvarito Mendes Filho
- Camilo Beviláqua
- Anna Cotrim .... guerrilheira
- Enrique Díaz
- Marcelo Escorel
- Luiz Maçãs
- Selton Mello .... Ivan
- Patrícia Perrone
- Orlando Vieira
- Nelson Xavier

## Principais prêmios e indicações
Troféu APCA 1995 (Associação Paulista de Críticos de Arte, Brasil)
- Venceu na categoria de melhor ator (Paulo Betti).

Margarida de Prata 1994 (Brasil)
- O filme recebeu Menção Honrosa.